# 声门
声门（glottis）是两瓣声带之间的开口。
在言语发生中，以声带的振动作为声音源的音称为浊音。声门是肺部压出的空气通过声带的出口。发生过程中牵涉到声门的音素称为声门音。声门的大小受到声带的控制。不同的声门大小导致不同的语音音色。

## 外部連結
- States of the Glottis （页面存档备份，存于） (Esling & Harris, University of Victoria)
- Universität Stuttgart Speech production （页面存档备份，存于）
- De Menezes Lyra, Roberto. . Anesthesia & Analgesia. 1999, 88 (6): 1422–3. PMID 10357358. doi:10.1213/00000539-199906000-00044.